# Aleksinac
Aleksinac (v srbské cyrilici Алексинац) je město v centrálním Srbsku, v Nišavském okruhu. Patří k menším městům; v roce 2011 měl 16 420 obyvatel. Centrem města protéká říčka Sokobanjska Moravica, těsně předtím, než se vlévá do řeky Jižní Morava. 

## Název
Název města pochází z mužského jména Alexandr (srbsky Aleksandar). Přesněji označuje potomky Alexandra, který zde žil. Název je poprvé doložen v roce 1719.

## Historie
První připomínka o existenci sídla v místě současného Aleksinace pochází z tureckých záznamů z roku 1516.
V průmyslovém městě byl první závod (pivovar) otevřen roku 1865. Později následoval parní mlýn a povrchový uhelný důl. Ještě v témže roce zde bylo otevřeno první gymnázium. Rychlý rozvoj nicméně zbrzdila srbsko-turecká válka v roce 1876, během níž byl venkov částečně vypálen, města poškozena a v bojích padla řada místních obyvatel.

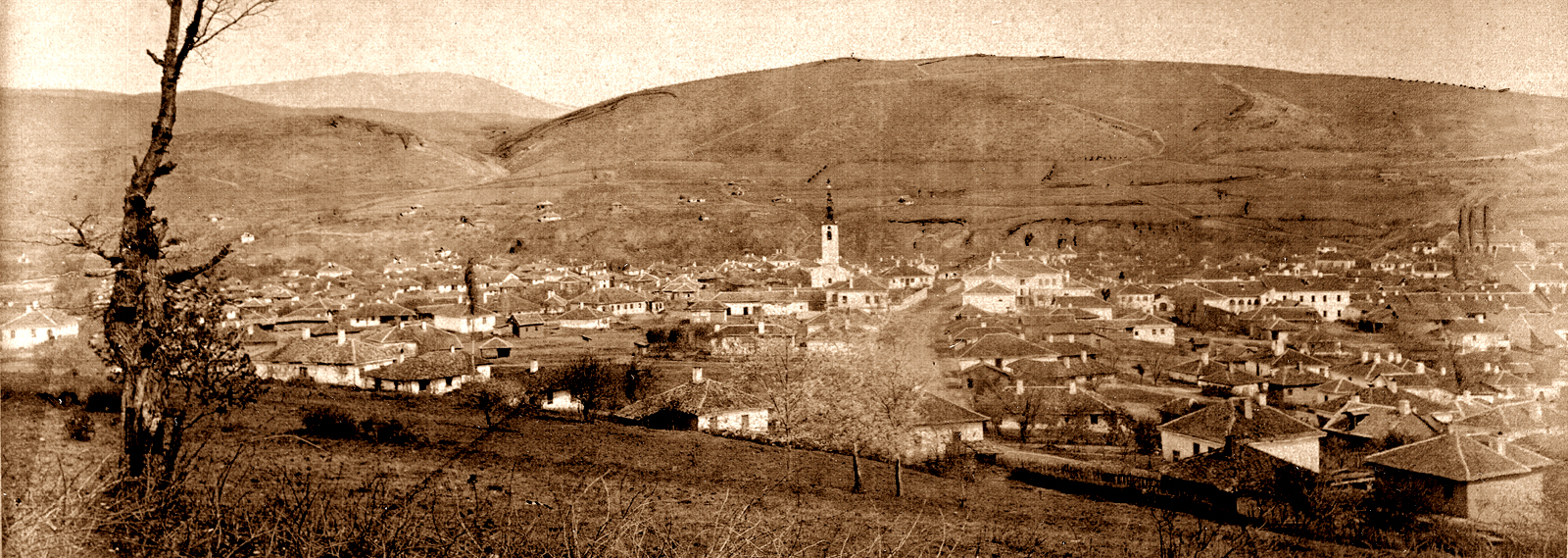
Panorama města v roce 1878.

Významný rozvoj pro město znamenalo otevření železniční trati z Bělehradu do Niše. Byla zde také otevřena historicky třetí poštovna v Srbsku (po Bělehradu a Kragujevaci).
V letech 1929 až 1941 bylo město administrativně součástí Moravské bánoviny.
17. listopadu 1989 došlo v uhelném dole nedaleko města k výbuchu metanu; neštěstí si vyžádalo 90 životů, převážně mezi místními obyvateli, kteří v dole pracovali. Po této události došlo v oblasti Aleksince k útlumu těžby černého uhlí.[zdroj?]
V roce 1999 bylo město napadeno během Operace Spojenecká síla letouny NATO celkem šestkrát. Zničen byl místní potravinářský průmyslový podnik.

## Kultura

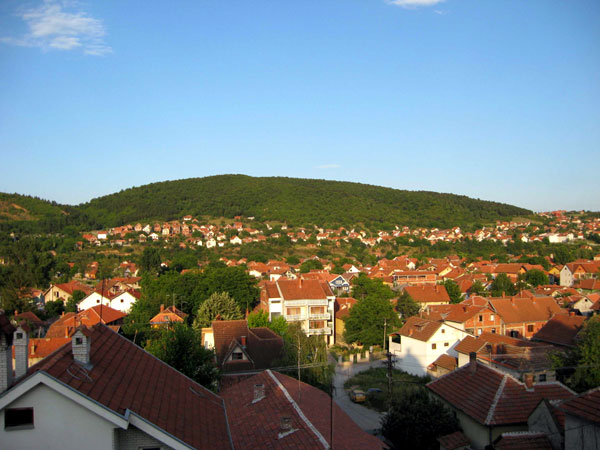
Aleksinac

Ve středu města se nachází kulturní dům, který zahrnuje divadlo a další kulturní instituce. Nedaleko od něj se nachází kostel svatého Mikuláše (srbsky Crkva svetog Nikole).
V Aleksinaci se nachází také regionální muzeum (srbsky Zavičajni muzej). Hlavní ulice ve městě nese název Kneza Miloša a v centru města má podobu pěší zóny.

## Doprava
V blízkosti Aleksince prochází i dálnice spojující Bělehrad a Niš. Regionální silnice vedou do měst Sokobanja a Prokuplje. 
Město vlastní železniční stanici nemá (nejbližší se nachází v obci Žitkovac, několik kilometrů jihozápadně.